# Bleptina medialis
Bleptina medialis là một loài bướm đêm trong họ Noctuidae.